# Cezary Kosikowski
Cezary Ryszard Kosikowski (ur. 11 lipca 1942 we Włodzimierzu Wołyńskim) – profesor zwyczajny doktor habilitowany. Specjalista w dziedzinie prawa finansowego, prawa gospodarczego publicznego.

## Życiorys
W 1965 ukończył studia prawnicze na Uniwersytecie Łódzkim. W tym samym roku rozpoczął pracę na UŁ, w Katedrze Prawa Finansowego. W 1970 otrzymał stopień doktora nauk prawnych na podstawie pracy Powiązania prawno-finansowe przedsiębiorstw państwowych z budżetem państwa napisanej pod kierunkiem Natalii Gajl, a w 1976 stopień doktora habilitowanego na podstawie pracy Rola Ministra Finansów w zarządzaniu finansami w państwach socjalistycznych. W 1981 został kierownikiem Zakładu Prawa Zarządzania Gospodarką Narodową w Katedrze Prawa Finansowego i Prawa Zarządzania Gospodarką Narodową. w 1983 otrzymał tytuł profesora nadzwyczajnego, w 1988 tytuł profesora zwyczajnego. Od 1992 kierował nowo utworzoną Katedrą Prawa Gospodarczego Publicznego. W 1992 wydał pierwszy w Polsce podręcznik poświęcony prawu gospodarczemu publicznemu. Był także kierownikiem Katedry Prawa Finansów Publicznych w Europejskiej Wyższej Szkole Prawa i Administracji. Wykładał także na Wydziale Prawa Uniwersytetu w Białymstoku. Od 1995 pracował w Kancelarii Sejmu jako główny specjalista ds. legislacji.
W latach 1984–1998 i 2002–2006 był członkiem Rady Legislacyjnej, w tym w latach 1994–1998 jej wiceprzewodniczącym, w latach 2002–2006 przewodniczącym. Był członkiem Komitetu Nauk Prawnych Polskiej Akademii Nauk, członkiem Łódzkiego Towarzystwa Naukowego.
Jest zastępcą redaktora naczelnego miesięcznika "Państwo i Prawo".
W latach 1974–1987 był radnym Dzielnicowej Rady Narodowej Łódź-Śródmieście, należał do PZPR.
W 1996 został doktorem honoris causa Uniwersytetu Pavla Jozefa Šafárika w Koszycach. W 2003 został odznaczony Krzyżem Oficerskim Orderu Odrodzenia Polski. W 2016 otrzymał Medal Mikołaja Kopernika Związku Banków Polskich.